# Ortheziola szelenyii
Ortheziola szelenyii är en insektsart som beskrevs av Ferenc Kozár och Konczné Benedicty 1999. Ortheziola szelenyii ingår i släktet Ortheziola och familjen vaxsköldlöss.
Artens utbredningsområde är Tunisien. Inga underarter finns listade i Catalogue of Life.